# Indy Pro Series 2006
Le championnat d'Indy Pro Series 2006 a été remporté par le pilote britannique Jay Howard sur une monoplace de l'écurie Sam Schmidt Motorsports.

## Règlement
- Tous les pilotes sur Dallara-Infiniti

## Courses de la saison 2006
| Date        | Lieu              | Vainqueur         | Nationalité      | Écurie                      |
| ----------- | ----------------- | ----------------- | ---------------- | --------------------------- |
| 26 mars     | Miami             | Jeff Simmons (en) | États-Unis       | Kenn Hardley Racing         |
| 1er avril   | St. Petersburg    | Raphael Matos     | Brésil           | Guthrie Racing              |
| 2 avril     | St. Petersburg    | Raphael Matos     | Brésil           | Guthrie Racing              |
| 26 mai      | Indianapolis      | Wade Cunningham   | Nouvelle-Zélande | Brian Stewart Racing        |
| 4 juin      | Watkins Glen      | Bobby Wilson      | États-Unis       | Michael Crawford Motorsport |
| 1er juillet | Indianapolis (F1) | Alex Lloyd        | Royaume-Uni      | AFS Racing                  |
| 15 juillet  | Nashville         | Jay Howard        | Royaume-Uni      | Sam Schmidt Motorsports     |
| 22 juillet  | Milwaukee         | Jaime Camara      | Brésil           | Andretti Green Racing       |
| 13 août     | Kentucky          | Jay Howard        | Royaume-Uni      | Sam Schmidt Motorsports     |
| 26 août     | Sonoma            | Wade Cunningham   | Nouvelle-Zélande | Brian Stewart Racing        |
| 27 août     | Sonoma            | Alex Lloyd        | Royaume-Uni      | AFS Racing                  |
| 9 septembre | Chicagoland       | Wade Cunningham   | Nouvelle-Zélande | Brian Stewart Racing        |

## Classement des pilotes
| Classement | Pilote             | Pays             | Écurie                       | Nombre de points |
| ---------- | ------------------ | ---------------- | ---------------------------- | ---------------- |
| 1er        | Jay Howard         | Royaume-Uni      | Sam Schmidt Motorsports      | 390              |
| 2e         | Jonathan Klein     | États-Unis       | Andretti Green Racing        | 386              |
| 3e         | Wade Cunningham    | Nouvelle-Zélande | Brian Stewart Racing         | 379              |
| 4e         | Bobby Wilson       | États-Unis       | Michael Crawford Motorsports | 343              |
| 5e         | Nick Bussell       | États-Unis       | Cheever Racing               | 319              |
| 6e         | Jaime Camara       | Brésil           | Andretti Green Racing        | 298              |
| 7e         | Alex Lloyd         | Royaume-Uni      | AFS Racing                   | 294              |
| 8e         | Chris Festa        | États-Unis       | Cheever Racing               | 295              |
| 9e         | Brett van Blankers | Canada           | Brian Stewart Racing         | 179              |
| 10e        | Raphael Matos      | Brésil           | Guthrie Racing               | 154              |
| 11e        | Jon Herb           | États-Unis       | Playa Del Racing             | 126              |
| 12e        | Jeff Simmons (en)  | États-Unis       | Kenn Hardley Racing          | 122              |
| 13e        | Mike Potekhen      | États-Unis       | Part Sourcing International  | 122              |
| 14e        | Tom Wood           | Canada           | Team ISI                     | 116              |
| 15e        | Matthew Hamilton   | Nouvelle-Zélande | Dave McMillan Racing         | 105              |
| 15e        | Arie Luyendyk Jr.  | Pays-Bas         | AFS Racing                   | 105              |
| 17e        | Geoff Dodge        | États-Unis       | Brian Stewart Racing         | 104              |
| 18e        | Sean Guthrie       | États-Unis       | Guthrie Racing               | 99               |
| 19e        | C. R. Crews        | États-Unis       | Michael Crawford Motorsports | 86               |
| 20e        | Scott Mansell      | Royaume-Uni      | Michael Crawford Motorsports | 77               |
| 21e        | Phil Giebler       | États-Unis       | Roth Racing                  | 75               |
| 22e        | Racer Kashima      | Japon            | Michael Crawford Motorsports | 72               |
| 23e        | Travis Gregg       | États-Unis       | Guthrie Racing               | 67               |
| 24e        | Marty Roth         | Canada           | Roth Racing                  | 56               |
| 25e        | P. J. Abbott       | États-Unis       | Michael Crawford Motorsports | 54               |
| 26e        | Mishael Abbott     | États-Unis       | Michael Crawford Motorsports | 48               |
| 26e        | Ryan Justice       | États-Unis       | Sam Schmidt Motorsports      | 48               |
| 28e        | Graham Rahal       | États-Unis       | Kenn Hardley Racing          | 43               |
| 29e        | Micky Gilbert      | États-Unis       | Guthrie Racing               | 42               |
| 29e        | Ben Petter         | États-Unis       | Michael Crawford Motorsports | 42               |
| 31e        | Daniel Gaunt       | Nouvelle-Zélande | Brian Stewart Racing         | 38               |
| 32e        | Tom Wieringa       | États-Unis       | Michael Crawford Motorsports | 33               |
| 33e        | Rocco DeSimone     | États-Unis       | Michael Crawford Motorsports | 31               |
| 34e        | Thiago Medeiros    | Brésil           | AFS Racing                   | 28               |
| 35e        | Michael Crawford   | États-Unis       | Michael Crawford Motorsports | 20               |
| 35e        | Logan Gomez        | États-Unis       | Roth Racing                  | 20               |
| 37e        | James Chesson      | États-Unis       | PSI                          | 19               |
| 37e        | Veronica McCann    | Australie        | United & Classic Trailers    | 19               |
| 39e        | Eric Paradis       | Canada           | Dave McMillan Racing         | 18               |
| 40e        | Akihira Okamoto    | Japon            | Sam Schmidt Motorsports      | 16               |
| 41e        | Tyce Carlson       | États-Unis       | AFS Racing                   | 15               |